# Station Old Oak Common
Old Oak Common (OOC) is een treinstation in aanbouw in het westen van Londen, op de plaats van de lijnwerkplaats bij Old Oak Common, ongeveer 540 m ten zuiden van het station Willesden Junction. Er wordt verwacht dat het, zodra het gereed is, een van de grootste spoorwegknooppunten in Londen zal zijn, met een lengte van ongeveer 800 meter en 20 meter onder het maaiveld.

## Geschiedenis
De plannen voor Old Oak Common werden twee maanden voor de parlementsverkiezingen van 2010 ontvouwd door de Labourregering. De opvolgende regering werd gevormd door een conservatief/liberaal-democratische coallitie die het High Speed 2-project ook steunde. De conservatieve partij steunde echter een voorstel van ingenieursbureau Arup, om de HS2-lijn langs een knooppunt op Heathrow te laten lopen. Volgens dit plan zou het knooppunt in West-Londen zich op Heathrow bevinden in plaats van op Old Oak Common. Conservatief parlementslid Theresa Villiers (de voormalige minister van verkeer) betitelde de locatie bij Old Oak Common als "Wormwood Scrubs International", en bekritiseerde deze vanwege de afstand tot de luchthaven en het ongemak voor luchtreizigers die onderweg van trein moeten wisselen om de HS2 te gebruiken. De voormalige burgemeester van Londen, Boris Johnson, steunde onder voorbehoud de locatie Old Oak Common en vroeg om nader onderzoek. De minister van verkeer, Philip Hammond, zag Old Oak Common niet zitten gezien zijn opmerking: "Sleep je zware tassen over paar roltrappen en door een 600 meter lange gang en stap dan over op een nat station in de buitenwijken ergens in het noordwesten van Londen. Dat is geen optie." De plannen van Old Oak Common werden wel gesteund door de London Borough of Hammersmith en Fulham. 
Lord Mawhinney, een voormalig conservatief parlementslid uit Peterborough, concludeerde dat het Londense eindpunt van de High Speed 2 bij Old Oak Common en niet bij Euston zou moeten komen. Hiermee worden bouwkosten voor de tunnel bespaard en de afhandeling van de treinen zou korter duren Old Oak Common. 
In de zomer van 2011 kwam Hammersmith en Fulham met het 'Park Royal City'-plan waarin meerdere lightrail en cabinetaxi's tussen Old Oak Common en de omliggende gebieden waren opgenomen.
In april 2015 werd de Old Oak and Park Royal Development Corporation opgericht die het gebied rond het station beheerd en de bovengrondse vastgoed ontwikkeling onder zich heeft.
Het station is opgenomen in de High Speed Rail (London-West Midlands) Act 2017 die toestemming verleend voor de bouw van de HS2, de hogesneheidslijn tussen Londen en Birmingham, inclusief de stations onderweg. Het station is een belangrijk overstappunt tussen de HS2 en andere spoorlijnen, zowel de hoofdlijn naar het westen als stadsgewestelijke diensten zoals de Elizabeth Line. De bouwvergunning voor de uitgewerkte plannen voor het station zelf werd in mei 2020 verleend.

## Ontwerp
Het overstapstation Old Oak Common ligt ten noorden van de Wormwood Scrubs en ten zuiden van Willesden Junction langs de Great Western Main Line. Op het terrein stond vroeger de werkplaats van EWS die werd omgebouwd tot een rangeerterrein voor bouwmachines voor het Crossrail-project. Aan de noordrand van het terrein ligt het depot van de Elizabeth Line, aan de zuidrand ligt het depot North-Pole voor het Intercity Express programma van Great Western Railway en Hitachi. Het station is mede bedoeld om het verwaarloosde gebied rond het terrein in West-Londen nieuw leven in te blazen. Hiertoe zal een woonwijk met tienduizenden nieuwe woningen naast het station komen. Het stedenbouwkundig ontwerp voorziet in groene ruimte en de optimale aansluiting van het station op plaatselijke bus-, fiets- en wandelroutes.
OOC krijgt 14 sporen, waarvan er zes ondergronds en acht op maaiveld liggen, die paarsgewijs gegroepeerd zijn langs zeven eilandperrons. De drie ondergrondse perrons liggen langs de HS2, de vier bovengrondse perrons worden gebruikt door de Great Western Main Line naar de West Country en Wales, en door de Elizabeth Line. De perrons worden met 44 roltrappen en 52 liften verbonden met de stationshal en de reizigersbrug boven de bovengrondse perrons. 
De stationshal heeft glazen gevels en een gewelfddak met daklichten zodat het daglicht kan binnenvallen en daardoor een aangename sfeer voor de reizigers heeft. Het dak, van 25.000 m2 is geïnspireerd op het industriële erfgoed van de locatie en is voorzien van zonnepanelen. De roltrappen, die de hal verbinden met de perrons 13,5 m lager, zijn de langste van de HS2. Het station zal naar schatting 250.000 passagiers per dag verwerken en uiteindelijk verbinding hebben met acht van de grootste steden van het VK.

## Bouw
De bouw werd in september 2019 gegund aan een samenwerkingsverband Balfour Beatty, Taylor Woodrow Construction en SYSTRA. Het grondverzet begon in 2019 nadat de op 5 februari 2019 gestartte evaluatie van de ontwerpen was afgerond. In augustus 2019 gaf de regering opdracht tot de evaluatie van het hele HS2-project aan Douglas Oakervee. Zijn verslag werd op 11 februari 2020 uitgebracht door het ministerie van verkeer en gaf de premier het groene licht voor het project. Hierop kon begonnen worden met het verwijderen van 900.000 m3 kleigrond om de benodigde ruimte te creëren voor de 1 km lange en 20 meter diepe stationsdoos. Alleen al voor het heien moet nog eens 175.000 m3 worden verwijderd, wat in totaal meer dan 1.000.000 m3 uitgegraven materiaal opleverde.
Om te voorkomen dat een grote hoeveelheid vrachtauto's over de smalle toegangsweg Old Oak Common Lane moesten rijden werd  een 1 km lange transportband gebouwd om het uitgegraven materiaal naar de Willesden Euro Terminal overslag te transporteren waar het per trein voor hergebruik werd afgevoerd. Op het hoogtepunt zullen er 1500 arbeiders aan het station bouwen. In juni 2020 werd begonnen het slaan van de damwanden, de bouw zelf begon in juni 2021 met het optrekken van 1,8 km lange ondergrondse muren rond de ondergrondse HS2-perrons. Het station moet in 2026 worden opgeleverd.

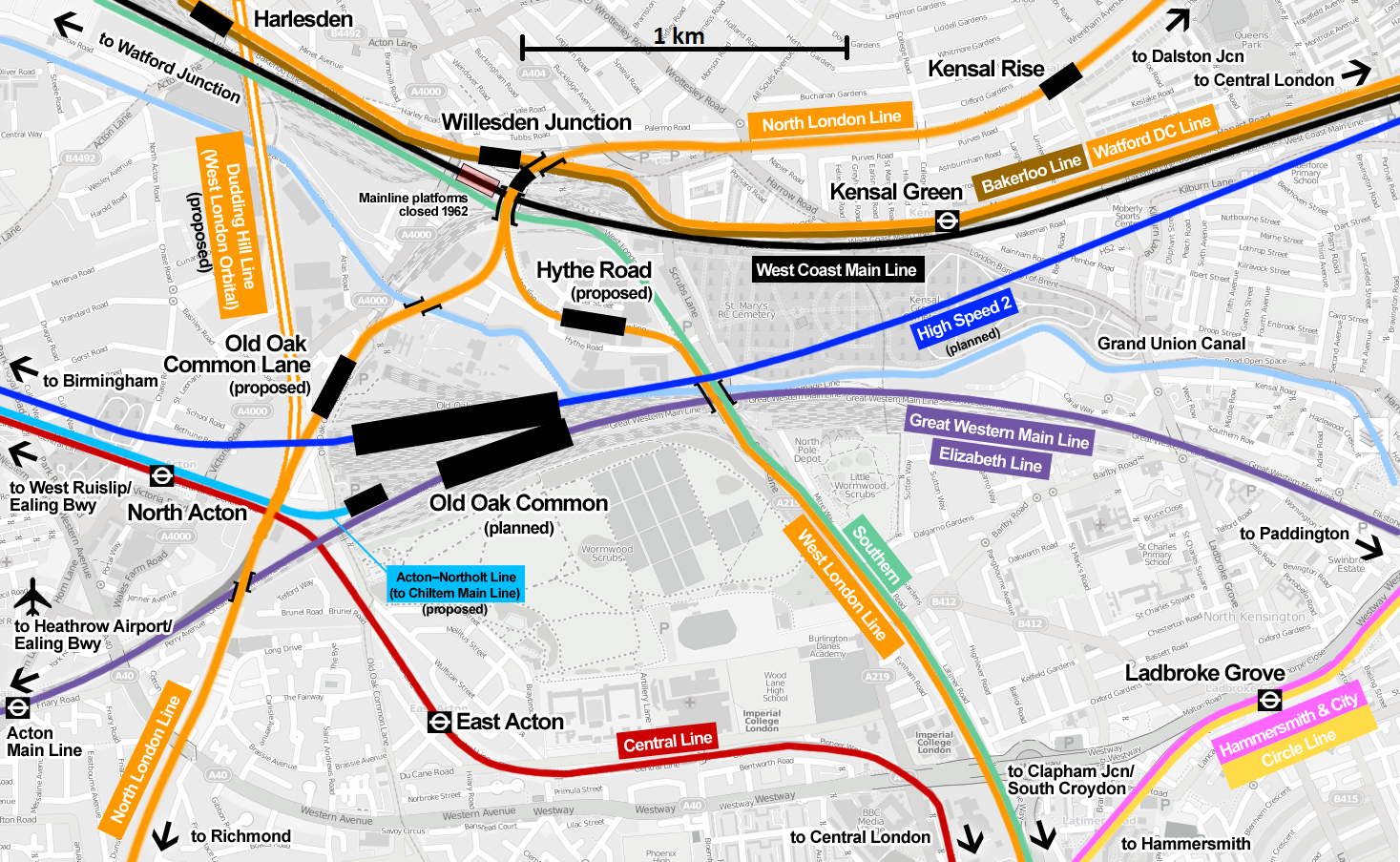
De voorkeursvariant (optie C) rond Old Oak Common
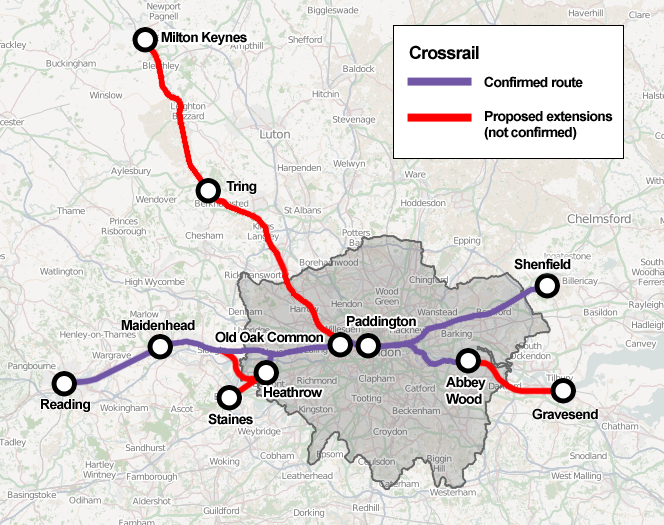
Voorgestelde vertakkingen/verlengingen van de Elizabeth Line

## Reizigersdienst

### Geplande diensten
Volgens de plannen van het ministerie van verkeer uit juli 2017 en de Business Case van 15 april 2020 zullen alle HS2 ritten van en naar Euston ook stoppen bij Old Oak Common zal gaan. De HS2 heeft vijf minuten nodig voor de rit tussen Euston en OOC, de andere kant op kost het 31 minuten naar Birmingham Curzon Street en 56 minuten naar Manchester Airport. Daarnaast wordt het station aangedaan door de diensten van Great Western Railway op de Great Western Mainline van Paddington naar het westen, alsmede door de Elizabeth Line.

### Overstappers
Door de ligging van Old Oak Common tussen meerdere andere lijnen, is gesuggereerd om aan deze lijnen perrons te bouwen voor overstappers. Het voorstel van het ministerie van verkeer uit 2010 belicht mogelijkheden voor aansluitingen op de Underground, de Overground en de treindiensten tussen South Croydon en Milton Keynes Central over de West London Line.

#### Baantaxi
In 2011 bracht Terry Farrell & Partners een verslag uit in opdracht van de Borough of Hammersmith & Fulham over de overstapmogelijkheden rond Old Oak Common, in het verslag Old Oak Central genoemd. Ze stelden de bouw voor van een baantaxi tussen OOC en de metrostations North Acton, Kensal Green en Willesden Junction, zodat een aansluiting met de metro gerealiseerd zou worden. Sinds 2018 zijn er echter geen stappen voor de uitvoering gezet.

#### Overground
Transport for London (TfL) heeft verschillende mogelijkheden overwogen voor overstappunten aan de London Overground, zoals een gecombineerd station van de North London/West London Line aan de zuidkant van het terrein grenzend aan Wormwood Scrubs, en twee afzonderlijke stations in het zuiden aan de West London Line en in het westen aan de North London Line. In oktober 2017 begon TfL met de inspraakprocedure over de bouw van twee nieuwe bovengrondse stations. Deze kwam tot de conclusie dat twee afzonderlijke London Overground-stations ("Optie C") op het terrein van Old Oak Common de voorkeur zouden hebben. Het station Old Oak Common Lane zou komen aan de North London Line ten westen van het hoofdstation, en station Hythe Road aan de West London Line ten oosten van het station bij Scrubs Lane.
Aanvullend werd in september 2017 voorgesteld om een Overgroundlijn, de West London Orbital, tussen Hounslow en Hendon te bouwen over de ongebruikte Dudding Hill Line. Als het plan zou doorgaan, zouden de London Overground-diensten lopen via station Old Oak Common aan Victoria Road en andere nieuwe stations in Brent Cross West en Harlesden. Vier treinen per uur zouden rijden van Hendon naar Hounslow en een andere dienst van Hendon naar Kew Bridge via Old Oak Common. Sinds juli 2019 wordt de bouw van deze lijn overwogen door TfL.

#### Chiltern
Network Rail heeft voorgesteld dat de Chiltern Main Line een tweede eindpunt in Londen, namelijk bij Old Oak Common, moet krijgen om de capaciteit van die lijn te vergroten, aangezien er geen ruimte is om het station Marylebone uit te breiden. Hiertoe zouden de betreffende treinen de Acton-Northolt Line (voorheen de "New North Main Line") gebruiken Old Oak Common te bereiken in plaats van Marylebone. Het lange termijn plan voor de Chiltern Line uit 2017 voorzag in extra perrons bij Old Oak Common en een modernisering van de Acton-Northolt Line.

#### High Speed 1
Het oorspronkelijke plan voor de HS2 uit 2010 voorzag onder andere in een directe verbinding met de High Speed 1 en daarmee het vasteland van Europa met diensten via de Kanaaltunnel. Dit idee werd na een evaluatie door Higgins geschrapt.

#### Southern
De treindiensten van Southern tussen Milton Keynes Central en East Croydon lopenlangs Old Oak Common. De Southern Railway loopt om het geplande Overgroundstation Hythe Road heen en voegt zich iets zuidelijker ter hoogte van de Mitre Bridge bij de West London Line, ongeveer 500 meter ten oosten van station Old Oak Common-station. TfL ziet geen mogelijkheid om perrons te bouwen langs de Southern Railway zodat er geen overstap mogelijk zal zijn. Het bouwbedrijf Parsons Brinckerhoff diende een gedetailleerd plan in bij High Speed 2, waaronder de perrons aan de West London Line, de North London Line, de West Coast Main Line en de Dudding Hill Line. Dit voorstel dateert van voor de vastlegging van Euston als Londense eindpunt van de HS2, zodat hun landinrichting niet past bij de definitieve ligging van de lijn.
In 2011 kwam Network Rail met de London and South East Route Utilization Strategy waarin wordt geopperd om een zijtak van de Elizabeth Line tussen Old Oak Common en de West Coast Main Line te bouwen. Volgens het rapport zou een deel van de treinen op de Elizabeth Line keren in Paddington, maar dat deze westelijke tak het mogelijk maakt om deze diensten door te laten rijden naar Watford Junction. De Elizabeth Line zou dan de voorstadsdiensten op de West Coast Main Line overnemen en daarmee Euston ontlasten.

#### North and West Londen Light Railway
De actiegroep voor beter vervoer heeft voorgesteld om een lightrail verbinding, de North and West London Light Railway, aan te leggen tussen Ealing Broadway en Brent Cross via Old Oak Common. Dit voorstel wordt echter niet door de overheid gesteund.